# Чемпіонат світу з футболу 2022 (кваліфікаційний раунд, КОНКАКАФ, Другий раунд)
Другий раунд секції КОНКАКАФ кваліфікації Чемпіонат світу з футболу 2022 почнеться у березні 2021.

## Формат
6 команд, які пройшли з Першого раунду, діляться на три окремі пари, де зіграють по два матчі з суперником (вдома та на виїзді). 3 переможця пройдуть до Третього раунду.

## Розклад
Перші матчі та матчі відповіді запланували на березень 2021, але пізніше перенесли на червень 2021 через пандемію COVID-19.

## Учасники
Жирним шрифтом виділено команди, які пройшли до третього раунду.
| Група (Перший раунд) | Переможець         |
| -------------------- | ------------------ |
| A                    | Сальвадор          |
| B                    | Канада             |
| C                    | Кюрасао            |
| D                    | Панама             |
| E                    | Гаїті              |
| F                    | Сент-Кіттс і Невіс |

Пари другого раунду сформували таким чином:
- Переможець групи A проти переможця групи F
- Переможець групи B проти переможця групи E
- Переможець групи C проти переможця групи D

## Результати
Матчі зіграли 12 та 15 червня 2021.
| Команда 1          | Заг. | Команда 2 | 1-й матч | 2-й матч |
| ------------------ | ---- | --------- | -------- | -------- |
| Сент-Кіттс і Невіс | 0:6  | Сальвадор | 0:4      | 0:2      |
| Гаїті              | 0:4  | Канада    | 0:1      | 0:3      |
| Панама             | 0:0  | Кюрасао   | 2:1      | 0:0      |

## Матчі
| 12 червня 2021 16:00 (UTC−4) |

| Сент-Кіттс і Невіс | 0:4      | Сальвадор                                                     |
| ------------------ | -------- | ------------------------------------------------------------- |
|                    | Протокол | - David Rugamas 3', 27' - Joshua Pérez 20' - Серен 64' (пен.) |

| Warner Park Sporting Complex, Бастер |

| 15 червня 2021 19:30 (UTC−6) |

| Сальвадор                     | 2:0      | Сент-Кіттс і Невіс |
| ----------------------------- | -------- | ------------------ |
| - Joshua Pérez 24' - Маєн 87' | Протокол |                    |

| Естадіо Кускатлан, Сан-Сальвадор |

Сальвадор перемогли 6:0 за сумою матчів та пройшли до третього раунду.
| 12 червня 2021 17:00 (UTC−4) |

| Гаїті | 0:1      | Канада      |
| ----- | -------- | ----------- |
|       | Протокол | - Ларін 14' |

| Стад Сильвіо Катор, Порт-о-Пренс |

| 15 червня 2021 20:05 (UTC−5) |

| Канада                                              | 3:0      | Гаїті |
| --------------------------------------------------- | -------- | ----- |
| - Josué Duverger 46' (аг) - Ларін 74' - Гойлетт 89' | Протокол |       |

| СітГік Стедіум, Іллінойс (США) |

Канада перемогли 4:0 за сумою матчів та пройшли до третього раунду.
| 12 червня 2021 18:15 (UTC−5) |

| Панама                               | 2:1      | Кюрасао    |
| ------------------------------------ | -------- | ---------- |
| - Кінтеро 55' - Cecilio Waterman 77' | Протокол | - Янга 87' |

| Estadio Nacional Rod Carew, Панама |

| 15 червня 2021 19:00 (UTC−4) |

| Кюрасао | 0:0      | Панама |
| ------- | -------- | ------ |
|         | Протокол |        |

| Ergilio Hato, Віллемстад |

Панама перемогли 2:1 за сумою матчів та пройшли до третього раунду.